# Emma e il giaguaro nero
Emma e il giaguaro nero (Le dernier jaguar) è un film del 2024 diretto da Gilles de Maistre.

## Trama
Una bambina cresciuta fra la natura dell'Amazzonia crea un legame speciale con un cucciolo di giaguaro. Quando la bambina compie 6 anni è costretta a lasciare il villaggio dove viveva trasferendosi a New York ma i ricordi li accompagnano.

## Distribuzione
Il film è stato distribuito nelle sale cinematografiche italiane a partire dal 22 febbraio 2024 da 01 Distribution.

## Accoglienza

### Incassi
Il film ha incassato poco più di 22 milioni di dollari.

### Critica
Il film ha ricevuto recensioni miste dalla critica cinematografica italiana.